# Tongham
Tongham est une paroisse civile et un village du Surrey, en Angleterre.